# Piccadilly Circus (sång)
Piccadilly Circus, skriven av Lars Andersson och Bruno Glenmark, är den sång som Pernilla Wahlgren framförde då bidraget slutade på fjärde plats i den svenska Melodifestivalen 1985, medan bidraget "Bra vibrationer", framfört av Kikki Danielsson, vann.
"Piccadilly Circus" släpptes 1985 även på singel, och placerade sig som högst på andra plats på den svenska singellistan.
Den 9 mars 1985 gick "Piccadilly Circus" upp på Trackslistan. Sången handlar om ett kärleksmöte vid Piccadilly Circus.
Pernilla Wahlgren gick in på scen med bröderna Vito och Emilio i svarta skinnkläder, sprejat hår och axelvaddar. Musikkritikern Ingmar Glanzelius kallade sången "En tidsenlig scoutvisa, sjungen med kvickt sprall i rösten och antydan till rörande våldsporr från två dansare".
Bidraget var favorittippat, men efterspelet kom att handla om det smycke hon bar, som ansågs likna järnkorset, och Pernilla Wahlgren anklagades för att sprida nazistpropaganda.
En version i Framåt fredag hette "Inga djur på cirkus" och handlade om då Miljöpartiet 2005 ville stoppa användandet av djur på cirkusshower i Sverige.
Låten sticker ut med den ljusa tonen 4-strukna ciss.

## Listplaceringar
| Lista (1985) | Topplacering |
| ------------ | ------------ |
| Sverige      | 2            |

### Fotnoter
1. 1 2  Gradvall, Nordström, Nordström, Rabe, Jan, Björn, Ulf, Anina. Tusen svenska klassiker. Norstedts Förlagsgrup. Läst 12
2. ↑  Framåt fredag - Inga djur på cirkus
3. ↑  Pernilla Whalgren (16 januari 2013). ”Piccadilly Wahlgren – släng väggen!”. Arkiverad från originalet den 2 juni 2013. https://web.archive.org/web/20130602012342/http://pernillawahlgren.se/pernillas-blogg/piccadilly-wahlgren-slang-dig-i-vaggen-2.html. Läst 18 augusti 2020.
4. ↑  Placeringar på den svenska singellistan